# Unicorn Kid
Oliver Sabin, más conocido como Unicorn Kid, es un compositor de música electrónica. Desde su aparición en 2007 ha contribuido –junto a bandas como Anamanaguchi, RushJet1 y Dubmood– al renacimiento del género chiptune, siendo uno de sus defensores más melódicos.

## Discografía
| Año                              | Título        | Sello             |
| -------------------------------- | ------------- | ----------------- |
| 2008                             | Lion Hat      | Euphonios         |
|                                  | Pure Space    | Ultra             |
| 2009                             | Wee Monsters  | Euphonios         |
| 2010                             | Dream Catcher | Ultra             |
|                                  | Feel So Real  | Ultra             |
| 2010                             | Wild Life     | Ministry Of Sound |
| 2011                             | Tidal Rave    | Ultra             |
|                                  | Need U        | Ultra             |
| Referencias: Allmusic y Discogs. |               |                   |